# ریمون برنار
ریمون برنار (فرانسوی: Raymond Bernard‎؛ ۱۰ اکتبر ۱۸۹۱ – ۱۲ دسامبر ۱۹۷۷) یک کارگردان، فیلم‌نامه‌نویس و هنرپیشه اهل فرانسه بود. وی همچنین برنده جوایزی همچون لژیون دونور شده‌است.

## گزیده فیلمشناسی
- بینوایان (فیلم ۱۹۳۴)